# مارتین هاگفورش
مارتین هاگفورش (انگلیسی: Martin Hagfors؛ زادهٔ ۲۲ ژوئن ۱۹۶۰) موسیقی‌دان، آهنگساز اهل نروژ است.